# Mladen Rudonja
Mladen Rudonja (Koper, 26 de julho de 1971) é um ex-futebolista profissional esloveno, que atuava como meia. 

## Carreira
Mladen Rudonja se profissionalizou no Koper.

## Seleção
Mladen Rudonja representou a Seleção Eslovena de Futebol no Campeonato Europeu de Futebol de 2000 e na Copa do Mundo de 2002, na Coreia do Sul e Japão.